# Иж-Бобья (Татарстан)
Иж-Бобья́ (тат. Иж-Бубый) — село в Агрызском районе Республики Татарстан. Административный центр муниципального образования «Иж-Бобьинское сельское поселение». Название села произошло от  названий рек тат. Иж (Иж) и тат. Бубый (Бобинка). Известно как марийское поселение с 1640 года. В конце XIX — начале XX века сельское медресе — признанный всероссийский центр новометодного мусульманского образования. В селе имеются объекты культурного наследия регионального значения. Население в 1920 году достигало 1530 человек, в 2021 году оно составляло 693 человека.

## География

### Географическое положение
Находится в зоне хвойно-широколиственных (смешанных) лесов, в Восточном Предкамье, на реке Бобинка. Располагается 5 км южнее районного центра — города Агрыза. Высота над уровнем моря — 80 м.

### Климат
Село располагается в климатическом районе IIВ. Среднегодовая температура воздуха составляет 3,9 °С. Среднегодовое количество осадков — 547,2 мм. На территории села преобладают ветры западного и юго-западного направлений. Среднегодовая скорость ветра составляет 2,5 м/сек. По Классификации климатов Кёппена, климат села определяется как Dfb — влажный континентальный с тёплым летом.
| Показатель              | Янв.  | Фев.  | Март | Апр. | Май  | Июнь | Июль | Авг. | Сен. | Окт. | Нояб. | Дек. | Год   |
| ----------------------- | ----- | ----- | ---- | ---- | ---- | ---- | ---- | ---- | ---- | ---- | ----- | ---- | ----- |
| Средняя температура, °C | −11,8 | −10,9 | −4,4 | 3,7  | 12,3 | 17,1 | 19,9 | 17,7 | 11,7 | 4,2  | −3,3  | −9,3 | 3,9   |
| Норма осадков, мм       | 48    | 38    | 43   | 38   | 53   | 66   | 67   | 69   | 62   | 63   | 55    | 50   | 547,2 |
| Источник:               |       |       |      |      |      |      |      |      |      |      |       |      |       |

## История и этимология
Название села произошло от  названий рек тат. Иж (Иж) и тат. Бубый (Бобинка). Известно как марийское поселение с 1640 года. В конце XVII века здесь поселились татары. 
В XVIII — первой половине XIX века жители относились к сословию государственных крестьян. В 1782 году деревня была в составе сотни ясачных марийцев Маматкула Маматова. К 1797 году деревня относилась к Ильинской волости и насчитывала 19 мужчин крещёных и некрещёных марийцев. 
Помимо традиционных повсеместных земледелия и скотоводства, обычными занятиями жителей также были пчеловодство, торговля. Жители деревни торговали в Москве, на Макарьевской ярмарке, в Оренбурге, Перми, Екатеринбурге, Сибири, Средней Азии. Крупными торговцами были Аминевы, Арслановы, М. Ахметзянов, Гизатуллины, Губайдуллины, Залялетдиновы, Исмагиловы, Саттаровы и Тухватуллины. В конце XIX века в деревне действовали две кумысолечебницы, две водяные мельницы, два кирпичных завода, двенадцать магазинов-лавок. Одна из кумысолечебниц работала до 1921 года, её владельцем до 1917 года был купец Г. Губайдуллин. По подворной переписи 1890 года, жители занимались земледелием (имелось 53,1 десятины усадебной земли, 918,3 десятины пашни, 868,3 десятины сенокоса, 48,5 — выгона, 526 десятин подушного леса и 456,4 — лесного надела, а также 484,2 десятины неудобной земли; также 4,8 десятины было снято, 31,4 — сдано крестьянам других общин), скотоводством (427 лошадей, 538 голов КРС, 406 овец, 85 коз), пчеловодством (194 улья в 26 дворах) и хмелеводством (50 тычин в 1 дворе), из промыслов — подённой работой (22 человека из 50, занимающихся местными промыслами) и торговлей в основном в своём уезде (265 человек из 283, занимающихся отхожими промыслами).
В середине XVIII века была открыта первая мечеть. По сведениям 1831 года, в приходском училище Министерства финансов, основанном в 1811 году, учились 35 учеников. Во второй половине 1850-х годов в деревне было возведено несколько зданий медресе. В 1875 году на средства купца М. Ахметзянова было возведено ещё два здания. В 1881 году имам Г. Нигматуллин открыл при мечети приходское медресе. С 1895 года, когда в нём начали преподавать его сыновья Габдулла и Губайдулла Буби (Нигматуллины), медресе — признанный всероссийский центр новометодного мусульманского образования, один из центров подготовки учителей. В 1908—1911 годах ежегодно в медресе учились порядка 500 шакирдов. В нём преподавали и учились будущие редактор и издатель Я. Халили, просветитель-журналист, археограф З. Максудова, поэт Д. Губайди, писатель Н. Думави, татарский мыслитель и просветитель, учёный-энциклопедист Д. Валиди, писатель С. Джалал. В 1895 году под руководством сестры братьев Нигматуллиных Мухлисы Буби заработала реформированная школа для девочек, ставшая в 1901 году шестилетней. К 1909 году в женской школе было 120 учениц. Это была первая женская светская школа для татарских девушек. С 1905 года в ней обучали русскому языку. В 1905 году за счёт уездного земства в деревне была открыта мужская одноклассная школа (в 1907 г. — двухклассная), а в 1907 году — женское одноклассное русско-татарское училище (было закрыто в 1912 г.). Училище стало составной частью женского медресе и было первым образовательным заведением, выпускавших учительниц для женских мектебов и медресе. В 1911 году мужское медресе было закрыто, все его учителя и руководители были арестованы и отправлены в Сарапульскую тюрьму по подозрению в пропаганде сепаратизма и панисламизма, М. Буби переехала в Троицк. 
С 1917 года здесь действовала школа I ступени (в 1917—1919 и 1924—1927 годах), затем школа II ступени (в 1919–1924 и 1927–1928 годах). В 1931—1937 годах была проведена электрификация села, возведены клуб, детский сад, дом отдыха колхозников. В 1930-е годы (по другим сведениям, в 1952 г.) начала действовать изба-читальня. В 1944 году в здании бывшей мечети был организован детский противотуберкулёзный санаторий, в 2004 году он был переведён в село Красный Бор, а здание мечети было возвращено мусульманской общине. 
В 1928 году в селе было образовано несколько сельскохозяйственных артелей, которые в 1929 году образовали колхоз «ИЗИЛ», с 1930 года — колхоз имени Кагановича. В 1957 году колхоз сменил название на «Искра», а в 1992 году был переименован в «Ялкын». В 2006 году колхоз вошёл в состав компании «Ак Барс Агрыз».
К 1797 году деревня относилась к Ильинской волости. В 1825 году часть Ильинской волости, в том числе деревня Иж-Бобья, была включена в состав новообразованной Пургинской волости Сарапульского уезда. До января 1921 года село было в Агрызской волости, входившей в Сарапульский уезд Вятской губернии. В январе 1921 года перешло в состав Елабужского уезда, с июня 1921 года — Елабужского кантона, с декабря 1921 года — Агрызского кантона, с 1924 года — Елабужского кантона ТАССР. В связи с упразднением кантонного деления в республике, 14 февраля 1927 года вошло в состав Агрызского района. В результате реформы административно-территориального деления, 1 февраля 1963 года было включено в состав Елабужского сельского района. 4 марта 1964 года окончательно вернулась в состав Агрызского района.

## Население
| 1716  | 1762 | 1859  | 1890  | 1920  | 1926  | 1938  |
| ----- | ---- | ----- | ----- | ----- | ----- | ----- |
| 104   | ↗130 | ↗1131 | ↗1326 | ↗1530 | ↘1326 | ↘1062 |
| 1958  | 1970 | 1989  | 2002  | 2010  | 2015  | 2021  |
| ↗1106 | ↘827 | ↘646  | ↗668  | ↗710  | ↗721  | ↘693  |

В 1716 и в 1762 годах при подсчёте учитывались только мужчины. По состоянию на 1859 год, в деревне насчитывалось 180 дворов и проживал 1131 человек (533 мужчины и 598 женщин). По подворной переписи 1890 года, в деревне Иж-Бобья Иж-Бобьинского сельского общества Агрызской волости жили 1310 татар в 219 дворах и 23 марийца в 4 дворах, всего 1333 человека (686 мужчин, 657 женщин), из них 2 грамотных и 4 полуграмотных. По переписи 1897 года в деревне проживало 1257 человек (591 мужчина, 666 женщин), из них 1226 магометан. В 1905 году здесь жили 1552 человека (744 мужчины, 808 женщин) в 250 дворах. По переписи 2002 года в селе жили 668 жителей (татары — 87%). По переписи 2010 года — 710 человек. По переписи 2021 года — 693 человека. Из 685 указавших национальность были 546 татар, 115 русских и 48 представителей других национальностей. Русский язык был родным для 127 человек (при этом использовали его 677 человек), татарский — для 544 (использовали 553 человека). В селе родились Губайдулла Буби (1866—1938) — татарский педагог, купец, общественный деятель, Мухлиса Буби (1869—1937) — татарский общественный и мусульманский религиозный деятель, народная просветительница.

## Экономика
Сельскохозяйственные производители села специализируются на полеводстве, животноводстве. На территории и вблизи села действуют предприятие по производству мебели, три фермы крупного рогатого скота. Жители в основном заняты в крестьянских (фермерских) хозяйствах и агрофирме «Ак Барс – Агрыз».

## Транспорт
Через село проходит автомобильная дорога общего пользования регионального значения 16К-0005 «Агрыз — Красный Бор». Вблизи села находятся станция «Иж-Бобья» и остановочный пункт «10 км» Горьковской железной дороги. Общественный транспорт представлен междугородними и пригородными автобусными маршрутами: «Агрыз — Красный Бор», «Агрыз — Исенбаево — Старое Сляково», «Агрыз — Сарсак-Омга — Табарле», «Агрыз — Азево — Кулегаш».

## Инфраструктура
В селе с 1939 года действует средняя школа, с 1993 года она носит имя братьев Буби. Имеются фельдшерско-акушерский пункт, почтовое отделение, два кладбища общей площадью 4,136 га. В селе одиннадцать улиц и три переулка. Общая площадь села составляет 123,557 га, жилья — 14,53 тыс. кв. м. Село газифицировано и электрифицировано. Водоснабжение осуществляется из подземных источников при помощи артезианских скважин и водонапорных башен. Централизованная канализация отсутствует. Население пользуется септиками или выгребными ямами. Отопление индивидуальной и общественной застройки осуществляется от локальных источников теплоснабжения, работающих на газе. Телефонная и сотовая связь (две базовые станции сотовой связи), эфирное и цифровое вещание, Интернет доступны.

## Культура и религия
В селе имеются памятники архитектуры конца XIX века:
- здания магазина и амбара М. Ахметзянова
- мечеть, построенная в 1895 году (по другим сведениям, в 1892 г.[27]) на средства купца М. Ахметзянова, представляла собой часть комплекса медресе «Буби»[27]
- здание гостиницы Г. Губайдуллина, ныне мечеть
- здание магазина А. Муратова.

В селе имеются объекты культурного наследия регионального значения:
- мечеть начала XX века
- усадьба-дом жилой с торговыми постройками начала XX века (ансамбль)
- дом, где жили татарские просветители и педагоги Габдулла Буби и Габайдулла Буби, 1895—1912 годы
- могила просветителя Габдуллы Буби, 1871—1922 годы
- усадьба купца Ахметзянова Мухаметзяна начала XX века (утрачена). Образец сельской татарской купеческой усадьбы в стиле эклектики с элементами классицизма и в традициях народной архитектуры[27]. До 1980-х годов в ней была школа[4].

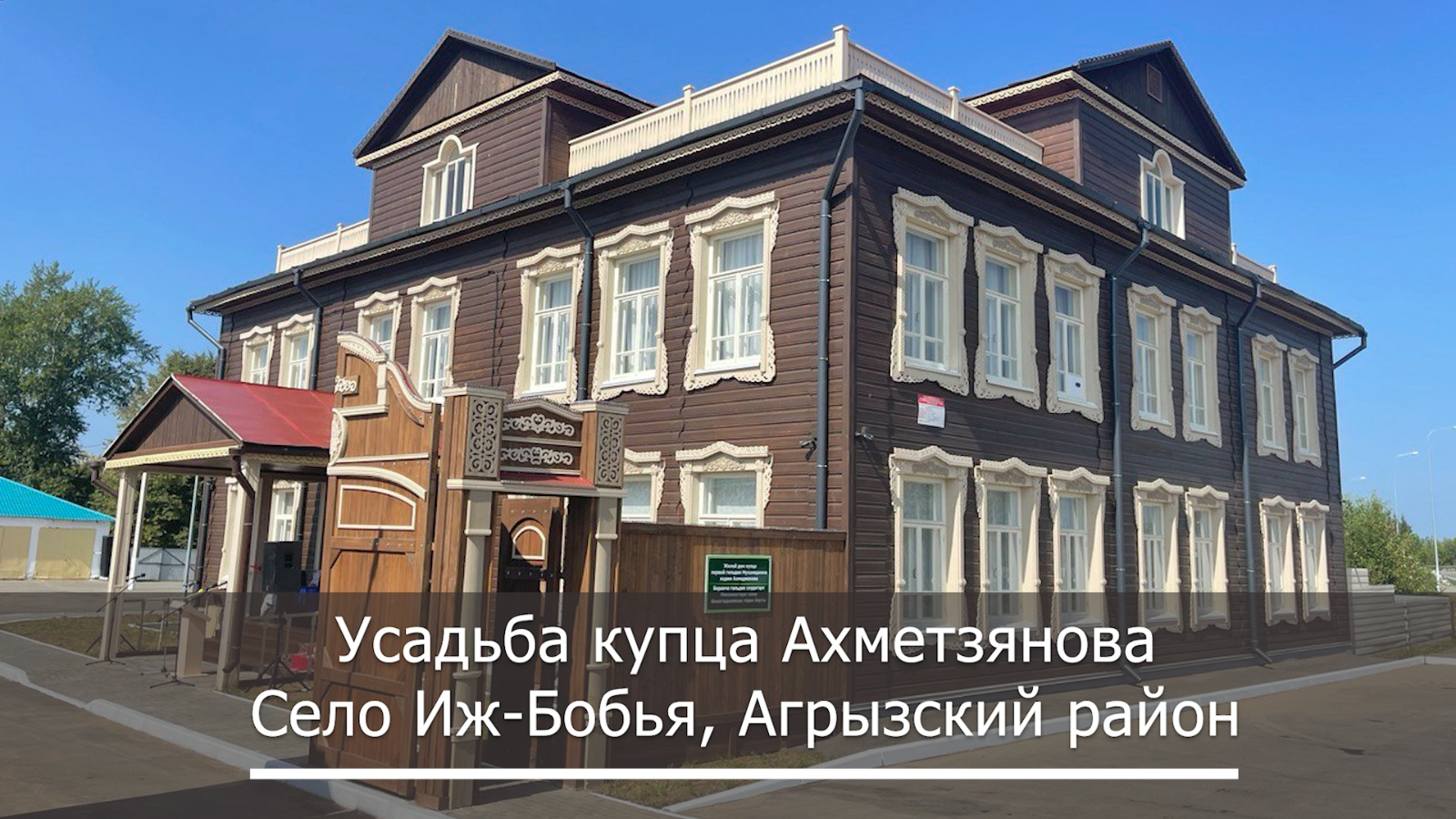
Усадьба купца Мухаметзяна Ахметзянова

В селе имеются выявленные объекты культурного наследия:
- могила К. В. Абдрахманова — Героя Советского Союза, 1882—1953 годы
- могила Х. Ахметзянова — купца, мецената, 1927 год
- могила пугачёвцев, 1774 год
- могила героя Гражданской войны Молчанова И. П., 1888—1919 годы.

В селе с 1934 года действует сельский дом культуры, с 1974 года — сельская библиотека, с 2011 года — музей истории села. Имеется киноустановка. Действуют театральный коллектив тат. «Илһам» (Вдохновение), коллективы «Карусель», тат. «Хыял» (Мечта). В селе жила и училась возлюбленная Г. Тукая — З. Мавлюдова, которую он воспел в своём стихотворении. В селе находится местная мусульманская религиозная организация — сельский приход Духовного управления мусульман Республики Татарстан. Действуют две мечети.